# Slovenski pravopis
Pravopís je zbir pravil o pisavi, rabi črk in ločil, pisanju skupaj ali narazen, deljenju besed itn.

## Zgodovina slovenskega pravopisa
Slovenci smo dobili prvi urejeni nauk o pisavi v Bohoričevi slovnici 1584. 	 
Samostojni slovenski pravopisi (SP):	 
1. slovenski pravopis je bil delo Frana Levca (1899)
2. slovenski pravopis Anton Breznik 1920 (COBISS)
3. slovenski pravopis Anton Breznik in Fran Ramovš 1935 (COBISS)
4. slovenski pravopis SAZU 1950 (COBISS)
5. slovenski pravopis SAZU 1962 (COBISS)
6. slovenski pravopis SAZU 1990 in 2001 (COBISS)

V šesti izdaji je leta 1990 izšel prvi del Slovenski pravopis - pravila, leta 2001 pa je izšel celoten pravopis skupaj s slovarskim delom na 1800 straneh.
Trenutno je v nastajanju nov slovenski pravopis, Pravopis 8.0. Pripravlja ga pravopisna komisija pri SAZU in ZRC SAZU, ki deluje na Inštitutu za slovenski jezik Frana Ramovša.

### Kritike SP 2001
»Okolijski« kot obvezno pridevniško obliko namesto ustaljenega »okoljski« kritizira jezikoslovec Peter Weiss kot primer nepotrebnega normativizma:
(Zbornik slavističnega društva Slovenije 14 (2003); citirano po  Arhivirano 2007-03-01 na Wayback Machine., iz Iz Popravopisa Simon Lenarčič, samozaložba, Ljubljana 2004, str. 233, odstavek 554)
»Slovenskega jezika zaradi večstoletne nepretrgane pisne rabe ni mogoče več ustvarjati na novo, zato je za marsikatere pojave in stanja v njem najbolje, da jih stroka pošteno opiše in v skladu s tem normira, saj se bo sicer zapletala med željo po nedosegljivi pravopisni popolnosti in rabo, ki bo drugačna. SP 2001 poskuša marsikdaj enotiti v hudem nasprotju z rabo. Tako je v SP 2001 predpisana oblika OKOLIJSKI (zaradi rodilnika množine samostalnika OKOLIJ), čeprav se splošno uporablja OKOLJSKI, ki je izgovorljiva in ni žaljiva - ne čutimo je kot napako, saj jo je besedotvorno mogoče nasloniti na izgovorljiv rodilnik množine OKOLJ, zapisan že v SSKJ-ju.«